# Nimetazepam
O nimetazepam (comercializado sob a marca Erimin e Lavol) é um hipnótico de ação intermediária derivado da benzodiazepina. Foi sintetizado pela primeira vez por uma equipe da Hoffmann-La Roche em 1962. Possui propriedades hipnóticas, ansiolíticas, sedativas e relaxantes musculoesqueléticas. O nimetazepam também é um anticonvulsivante. É vendido em comprimidos de 5mg sob os nomes comerciais Erimin e Lavol. Geralmente é prescrito para o tratamento de curto prazo de insônia grave em pacientes que têm dificuldade em adormecer ou manter o sono. O único fabricante global de Nimetazepam (Sumitomo) parou de fabricar Erimin desde o início de novembro de 2015. Os pacientes que recebem prescrição de Erimin estão sendo transferidos para Lavol e outros hipnóticos, por exemplo, estazolam, nitrazepam, flunitrazepam, etc. 

## Farmacocinética
Tomado por via oral, o Nimetazepam tem uma biodisponibilidade de quase 100%. É um dos benzodiazepínicos orais de absorção mais rápida e ação mais rápida, e os efeitos hipnóticos são geralmente sentidos dentro de 15-30 minutos após a ingestão oral. É o análogo N-metilado do nitrazepam. nitrazepam tem meia-vida de eliminação longa, portanto, os efeitos da dosagem repetida tendem a ser cumulativos. 

## Uso recreativo
Há risco de uso indevido e dependência tanto em pacientes quanto em usuários não médicos de nimetazepam. As propriedades farmacológicas do nimetazepam, tais como ligação de alta afinidade, alta potência, sendo de ação curta a intermediária e tendo um rápido início de ação, aumentam o potencial de abuso do fármaco. A dependência física e a síndrome de abstinência do nimetazepam também aumentam sua natureza viciante. 
O nimetazepam tem uma reputação no Sudeste Asiático de uso recreativo e é particularmente popular entre pessoas viciadas em anfetaminas ou opioides. Os viciados em estimulantes não apresentam mecanismos de enfrentamento saudáveis devido à natureza do vício, causando insônia, depressão e exaustão. Além disso, o Nimetazepam tem um efeito antidepressivo e relaxante muscular. O nimetazepam também tem efeito de supressão de abstinência e menor procura de drogas em relação ao nitrazepam em macacos rhesus (Macaca Mulatta), o que pode ajudar viciados em estimulantes a superar os sintomas de abstinência. 

## Uso indevid
O nimetazepam tem a reputação de ser particularmente sujeito a abusos (conhecido como 'Happy 5', e vendido como um substituto do ecstasy). Embora ainda seja uma droga de abuso significativa em alguns países asiáticos, como Japão e Malásia, o nimetazepam está sujeito a restrições legais e, devido à sua escassez, muitos comprimidos vendidos no mercado negro são na verdade falsificações contendo outros benzodiazepínicos, como o diazepam ou nitrazepam.

## Toxicidade
Em um estudo com ratos, o nimetazepam mostrou maior dano ao feto, assim como o nitrazepam, quando comparado a outros benzodiazepínicos, todos na dosagem de 100mg/kg. O diazepam, entretanto, mostrou toxicidades fetais relativamente baixas. A mesma fetotoxicidade do nitrazepam não pôde ser observada em camundongos e é provavelmente devido ao metabolismo específico da droga nesses animais.